# Polycope difficilis
Polycope difficilis är en kräftdjursart som beskrevs av Walter Klie 1936. Polycope difficilis ingår i släktet Polycope, och familjen Polycopidae. Arten har ej påträffats i Sverige.